# آزمایشگاه رایانه

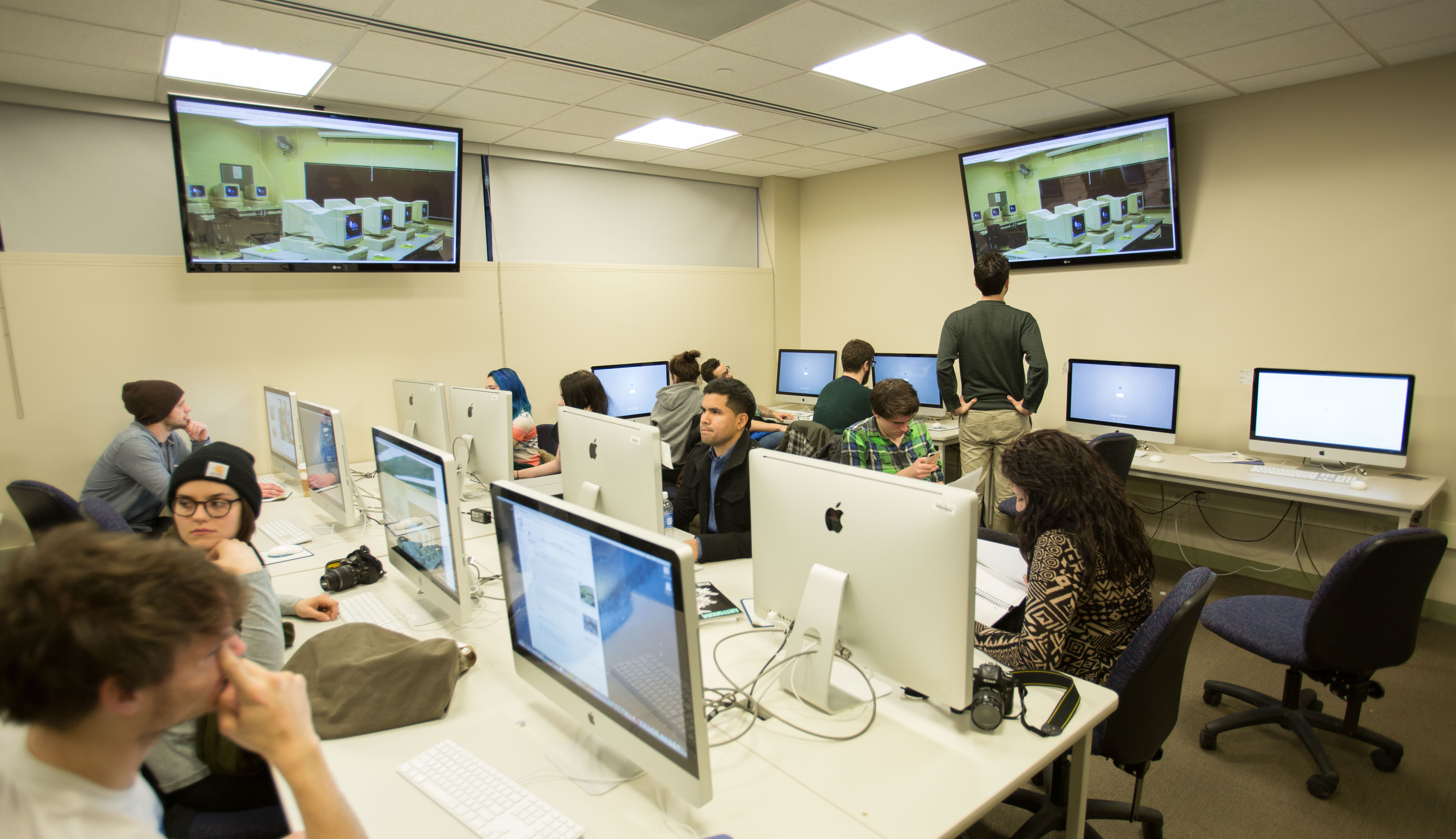
یک آزمایشگاه رایانه در یکی از دانشگاه های نیویورک

آزمایشگاه رایانه سیستمی مناسب برای آموزش می‌باشد که در مراکز آموزشی از جمله مدارس، آموزشگاه‌ها و دانشگاه‌ها کاربرد زیادی دارد.
این سیستم که با افزودن امکانات سمعی بصری همچون هدست، کابین‌های ویژه، رایانه و دیسک‌های نوری آموزشی بدست می‌آید امکانات ویژه‌ای را در اختیار کابران قرار می‌دهد.